# Playing for Pizza
Playing for pizza is de vertaalde roman van John Grisham met als Nederlandse titel “De verbanning”. De auteur verandert iets aan de resultaten van de Cleveland Browns en de Parma Panthers en levert een voor zijn doen bijzonder lichtvoetige roman af.

## Verhaal
Rick Dockery zit zoals gewoonlijk goed betaald op de bank van de Cleveland Browns in de beslissende wedstrijd om een plaats in de finale van de Super Bowl via de AFC. Zijn ploeg staat 11 minuten voor tijd thuis met 17-0 voor tegen de Denver Broncos. Dan moet Rick toch nog invallen als spelverdeler en drie foute worpen later heeft Denver alsnog met 21-17 gewonnen. Bij de laatste foute afspeelworp werd Rick ook nog eens met de 3e hersenschudding uit zijn carrière het ziekenhuis in gelopen, waar hij een dag later ontwaakt. Zijn cynische agent Arnie zegt dat zijn leven in Cleveland gevaar loopt omdat hooligans van de Browns het ziekenhuis belegeren. Hij heeft geen idee heeft welke club hem nog een contract zou  willen aanbieden.
Rick maakt een ongebruikelijke stap en gaat spelen in de Italiaanse competitie bij de Parma Panthers. Hij past zich aan aan de levensstijl van de pittoreske Italiaanse stad. 3000 Euro per maand, een geschakelde Fiat Punto van de zaak, een klein appartement en voortreffelijk eten. Een plaatselijke rechter Franco Lazzarino speelt in zijn team en waakt over hem net als zijn coach Sam Russo. Er zijn nog twee collega semiprofs uit de USA Sly en Trey, maar die vertrekken halverwege het korte seizoen van 8 wedstrijden. De Panthers zijn nu geheel op Rick aangewezen en voor het eerst krijgt een Italiaan Fabrizio na 2 nederlagen een semiprof-contract aangeboden, om het gemis van de 2 Amerikanen op te vangen.
In een intermezzo vliegt Rick met tegenzin richting Canada, omdat zijn coach een lucratief contract voor hem heeft in de Canadian Football League. Door een sneeuwstorm gaat het beslissende gesprek niet door en Rick neemt de gelegenheid te baat om Charley Cray van de Cleveland Post ter plekke een gebroken kaak te slaan. Deze journalist had twee grappige boosaardige cursiefjes over Rick zijn optreden in Italië geschreven. Na het incident vliegt Rick terug naar Parma. Weken later vliegt een dappere Charley hem nog eenmaal achterna voor de finale van de Italiaanse Superbowl te Milaan.
Na een mislukte poging tot een relatie met een Italiaanse operazangeres Gabriella Ballini, vindt Rick rust bij een 21-jarige Amerikaanse Livvy Galloway, die de USA is ontvlucht wegens de scheidingsoorlog tussen haar ouders. Na een gewonnen halve finale gaat de tiende wedstrijd om de Italiaanse Superbowl, die de tegenstander de Bergamo Lions al jaren achtereen gewonnen hebben. Maar in de reguliere competitie had Parma thuis Bergamo al hun eerste nederlaag van de eeuw bezorgd. En in de Superbowl gooit Rick een  beslissende bal op Fabrizio, die de held van de dag wordt. Rick verdwijnt getorpedeerd dizzy in de dug-out. Charley Cray schrijft vilein dat "een magere Italiaan Fabrizio Bonozzi Dockery behoedde voor zijn zoveelste vernederende afgang." Na afloop van de gewonnen finale krijgt hij het aanbod via clubeigenaar Bruncardo om bij Parma Panthers te blijven. Maar hij weet niet of hij het aanbod aanneemt. Zelfs in deze korte competitie heeft zijn hoofd veel te lijden gehad en in de finale liep hij zijn 4e hersenschudding op. Maar voorlopig blijft hij met zijn Lizzy in Italië. Ze gaan een lange rondreis maken.

## Nawoord
John Grisham legt zijn lezers uit dat er in Italië echt een American Footballcompetitie bestaat. Hij heeft veel hulp gehad bij zijn boek van de Parma Panthers.

## Bestseller 60
| Boeken met noteringen in de Nederlandse Bestseller 60 | Jaar van verschijnen | Datum van binnenkomst | Hoogste positie | Aantal weken | Opmerkingen |
| ----------------------------------------------------- | -------------------- | --------------------- | --------------- | ------------ | ----------- |
| De verbanning                                         | 2007                 | 03-10-2007            | 9               | 16           |             |